# Nadir (Richtungsangabe)

Das Diagramm zeigt die Beziehungen zwischen Zenit, Nadir und Horizonten: Nadir und Zenit sind Gegenpole

Als Nadir (aus dem Arabischen نظير, DMG naẓīr ‚Gegenstück, Ebenbild‘) wird in der Geometrie und in der Himmelsnavigation die dem Zenit entgegengesetzte Richtung bezeichnet. Der Nadir liegt auf der Verlängerung der Lotrichtung nach unten und kann als Richtungsangabe auch für die Lotrichtung stehen. In der sphärischen Astronomie ist der Nadir ein wichtiger Punkt der Himmelskugel.
In der Geodäsie und Photogrammetrie werden Höhenwinkel manchmal auf den Nadir bezogen. Statt Zenitwinkel oder Zenitdistanz spricht man dann von Nadirdistanz. 
Insbesondere in der Luftbildphotogrammetrie wird der Lotfußpunkt unter dem Projektionszentrum der Kamera als Nadirpunkt bezeichnet. Ein optisches Lot mit Visurrichtung nach unten heißt Nadirlot.